# Guerra al grande nulla
Guerra al Grande Nulla (A Case of Conscience ) è un romanzo di fantascienza pubblicato nel 1958 dallo scrittore statunitense James Blish. Nell’opera, premiata l’anno seguente con il Premio Hugo per il miglior romanzo,, ha ampio spazio il tema del rapporto tra la scienza e la religione cattolica. Con la  successiva opera Doctor Mirabilis e la coppia di romanzi Pasqua nera e L'apocalisse e dopo (considerati parte di un'unica opera) forma una trilogia nota come Dopo siffatta conoscenza (‘’After Such Knowledge’’).

## Trama
Nella prima parte del romanzo il gesuita peruviano Ramon Ruiz-Sanchez, biologo, è in missione sul pianeta Lihia, con tre compagni, il fisico Cleaver, il chimico Michelis e il geologo Agronski. Si tratta di un pianeta di Alpha Arietis piuttosto simile alla terra ed abitato da una specie animale di tipo rettiliano che ha raggiunto la civiltà, pur non avendo ancora sviluppato le tecnologie necessarie al volo interstellare. Il sacerdote riesce a comprendere più in profondità rispetto ai compagni la biologia e la cultura della specie aliena, ma questo gli pone un grave caso di coscienza perché scorge nella situazione presente sul pianeta l’opera del maligno. Nella seconda parte dell’opera, che si svolge sulla Terra, si svilupperanno fino in fondo le conseguenze del dilemma etico-teologico vissuto dal sacerdote.

## Accoglienza
Floyd C. Gale in una recensione su Galaxy, pur criticando il romanzo per la sua disomogeneità interna, lo considerò un’opera "seria" e "rimarchevole". Anthony Boucher vide il protagonista come "un personaggio credibile e commovente" e apprezzò in particolare la prima parte del libro, considerando invece la sua chiusura ‘’caotica’’. Il gesuita Guy Consolmagno, direttore dell’Osservatorio Vaticano, espresse l'opinione che l’autore non conoscesse più di tanto i Gesuiti e che le tesi alla base dell’opera fossero cattiva teologia. Nel 2012 Guerra al Grande Nulla fu incluso dalla Library of America in un cofanetto di due volumi dal titolo American Science Fiction: Nine Classic Novels of the 1950s, curato da Gary K. Wolfe.

## Edizioni
- James Blish, Guerra al Grande Nulla, collana Urania, traduzione di Giorgio Severi, n. 226, Arnoldo Mondadori Editore, 1960.

- James Blish, Guerra al Grande Nulla, collana Cosmo Oro, traduzione di Riccardo Valla, Editrice Nord, 1973, ISBN 88-429-0314-0.
- James Blish, Guerra al Grande Nulla, collana Urania Collezione, traduzione di Giorgio Severi [6], n. 196, Arnoldo Mondadori Editore, 2019.